# Cancrinia
Cancrinia é um género botânico pertencente à família Asteraceae.